# Gunsmoke
Gunsmoke (en España e Hispanoamérica llamada La ley del revólver, excepto en Venezuela, donde fue titulada El pistolero) es una serie de televisión estadounidense emitida por primera vez en 1955 y protagonizada por James Arness. Fue la serie emitida en primetime con más episodios en la historia de la televisión estadounidense durante 43 años, hasta 2018, cuando fue superada por Los Simpson.

## Serie radiofónica (1952-1961)
A finales de la década de 1940, el presidente de la CBS, William S. Paley, aficionado a las series radiofónicas de Philip Marlowe, pidió a su jefe de programación, Hubell Robinson, que desarrollara una serie hardcore del Oeste, sobre un Philip Marlowe del Viejo Oeste. Robinson delegó esta tarea en su vicepresidente de la CBS en la costa oeste, Harry Ackerman, que había desarrollado la serie Philip Marlowe.
Ackerman y sus guionistas, Mort Fine y David Friedkin, crearon un guion de audición titulado "Mark Dillon va a Gouge Eye" basado en uno de sus guiones radiofónicos de Michael Shayne, "El caso de la rueda torcida", de mediados de 1948. Se grabaron dos versiones. La primera, grabada en junio de 1949, se parecía mucho a una serie policíaca dura y estaba protagonizada por Michael Rye (acreditado como Rye Billsbury) como Dillon; el segundo, grabado en julio de 1949, estaba protagonizado por el actor de Straight Arrow Howard Culver en una versión más western y ligera del mismo guion. A la CBS le gustó más la versión de Culver, y le dijeron a Ackerman que siguiera adelante.
Surgió una complicación cuando el contrato de Culver como protagonista de Straight Arrow no le permitió hacer otra serie del Oeste. El proyecto se suspendió durante tres años, cuando el productor Norman Macdonnell y el guionista John Meston lo descubrieron mientras creaban una serie propia del Oeste para adultos.
Macdonnell y Meston querían crear un western radiofónico para adultos, en contraste con las series juveniles predominantes como El Llanero Solitario y The Cisco Kid. Gunsmoke se ambientaba en Dodge City, Kansas, durante la próspera época ganadera de la década de 1870. Dunning señala: "La serie fue aclamada por la crítica por su realismo sin precedentes"."

### Reparto
La serie de radio se emitió por primera vez en la CBS el 26 de abril de 1952, con el episodio "Billy the Kid", escrito por Walter Newman, y finalizó el 18 de junio de 1961. La serie está protagonizada por William Conrad como el Marshal Matt Dillon, Howard McNear como el Doc Charles Adams, Georgia Ellis como Kitty Russell, y Parley Baer como el ayudante de Dillon, Chester Wesley Proudfoot.

#### Matt Dillon

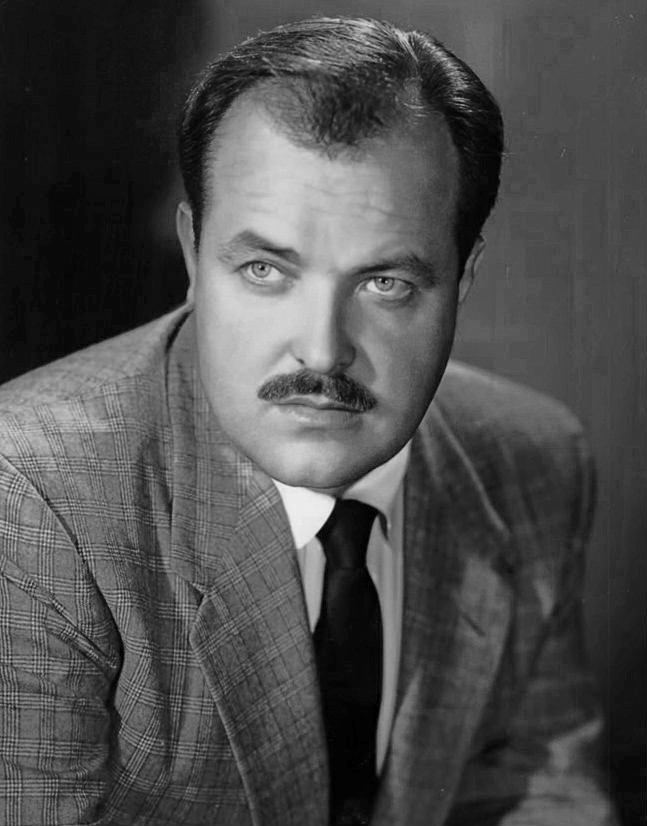
William Conrad en 1952, cuando Matt Dillon fue creado en la radio.

Matt Dillon fue interpretado en radio por William Conrad y en televisión por James Arness. Se produjeron dos versiones del mismo episodio piloto titulado "Mark Dillon Goes to Gouge Eye" con Rye Billsbury y Howard Culver interpretando al marshal Mark Dillon como protagonista, aún no interpretado por Conrad. Conrad fue uno de los últimos actores en presentarse a la audición para el papel del Marshal Dillon. Con una voz potente y distintiva, Conrad ya era uno de los actores más activos de la radio. Aunque Meston lo apoyaba, Macdonnell pensaba que Conrad podría estar sobreexpuesto. Sin embargo, durante su audición, Conrad convenció a Macdonnell tras leer sólo unas pocas líneas. Dillon, interpretado por Conrad, era un hombre solitario y aislado, endurecido por una vida dura. Macdonnell afirmó más tarde: "Gran parte del personaje de Matt Dillon surgió de Bill Conrad"[.
A Meston le encantaba poner patas arriba los tópicos de la ficción del Oeste y decía que pocas películas del Oeste daban idea de lo brutal que era el Viejo Oeste en la realidad. Muchos episodios se basaban en la crueldad del hombre hacia el hombre y la mujer, ya que la vida de la mujer de la pradera y el doloroso trato de la mujer como bienes muebles se trataban mucho antes de la época de la mayoría de los medios de comunicación. Tal y como se planteó originalmente a los ejecutivos de la CBS, iba a ser un western para adultos, no un Hopalong Cassidy adulto.
Dunning escribe que a Meston le disgustaba especialmente el arquetipo de héroe del Oeste y se propuso "destruir [ese tipo de] personaje que detestaba". En opinión de Meston, "Dillon estaba casi tan marcado como los psicópatas homicidas que llegaban a Dodge desde todas las direcciones"."

#### Doc Adams
Howard McNear interpretó al Dr. Charles Adams en la serie radiofónica, y Milburn Stone encarnó al Dr. Galen Adams en la versión televisiva. En la serie radiofónica, "Doc" Adams era inicialmente un personaje interesado y algo oscuro, con predilección por intentar constantemente aumentar sus ingresos mediante la obtención de honorarios por autopsias. En los primeros años del programa, era mordaz, algo mercenario y casi alcohólico. Su verdadero nombre era Dr. Calvin Moore. Llegó al oeste y cambió su nombre para escapar de una acusación de asesinato. Sin embargo, las interpretaciones de McNear se volvieron cada vez más cálidas y simpáticas. Doc vagó por los territorios hasta que se estableció en Dodge City 17 años después con el nombre de Charles Adams. Conrad tomó prestado el apellido del caricaturista Charles Addams como testamento del comportamiento inicialmente macabro de Doc. Milburn Stone tuvo libertad para elegir el nombre de pila del personaje, y escogió el del antiguo médico griego e investigador médico Galeno.

#### Srta. Kitty
Kitty fue interpretada por la actriz Georgia Ellis en radio, y por Amanda Blake en televisión. Ellis apareció por primera vez en el episodio radiofónico "Billy the Kid" (26 de abril de 1952) como "Francie Richards", una antigua novia de Matt Dillon y viuda de un criminal, pero el personaje de "Miss Kitty" no apareció hasta el episodio "Jaliscoe", del 10 de mayo de 1952. En 1959, Ellis pasó a llamarse Georgia Hawkins en lugar de Georgia Ellis. Amanda Blake apareció en más de 500 episodios de la serie de televisión, siendo su última aparición el episodio del 1 de abril de 1974 titulado "The Disciple".
En la serie de radio, la profesión de Kitty se insinuaba, pero nunca era explícita; en una entrevista de 1953 con Time, Macdonnell declaró: "Kitty es sólo alguien a quien Matt tiene que visitar de vez en cuando". La revista observó que ella "obviamente no vende chocolatinas". La serie de televisión presentó primero a Kitty como empleada de un salón de baile y, a partir del episodio 36 de la segunda temporada ("Daddy-O"), como copropietaria del Long Branch Saloon.
Dillon y Kitty tienen claramente una estrecha relación personal.

### Distinción con otros Westerns radiofónicos

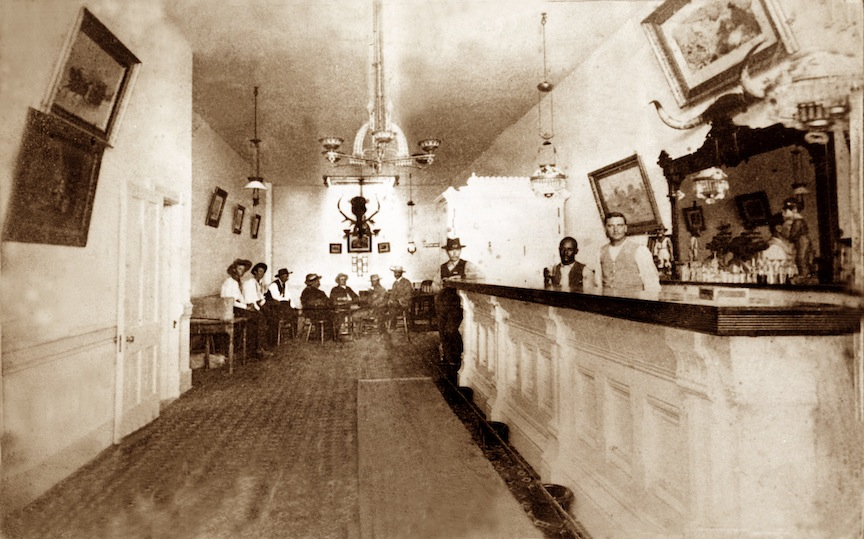
El interior del verdadero Long Branch Saloon en Dodge City, Kansas, fotografiado entre 1870 y 1885.

Gunsmoke es a menudo un programa sombrío, sobre todo en sus primeros años. Dunning escribe que Dillon "jugó su mano y a menudo perdió. Llegó demasiado tarde para evitar un linchamiento. Amputó la pierna a un moribundo y perdió al paciente de todos modos. Salvó a una chica de unos violadores brutales, y luego se vio incapaz de ofrecerle lo que necesitaba para evitar que se dedicara a la prostitución". Algunos oyentes, como Dunning, sostienen que la versión radiofónica era más realista. Los episodios estaban dirigidos a adultos con algunos de los contenidos más explícitos de su época, incluyendo crímenes violentos, arranques de cabellera, masacres, y adictos al opio. Muchos episodios terminan con una nota sombría, y los villanos suelen salir impunes de sus crímenes.
El programa se ambienta tras la llegada del ferrocarril a Dodge City (1872) y Kansas era un estado desde 1861. En realidad, un U.S. Marshal (en realidad un marshal adjunto, porque sólo el oficial de mayor rango en el distrito ostenta el título de "marshal") no tendría su base en Dodge City y no participaría en la aplicación de la ley local.
Aparte del tono lúgubre, Gunsmoke se distingue de otros westerns radiofónicos, ya que los diálogos suelen ser lentos y entrecortados, y los extraordinarios efectos de sonido dan una sensación palpable del entorno de la pradera. Los efectos son sutiles pero de varias capas, lo que da al programa una sensación de amplitud. John Dunning escribió: "El oyente oía diálogos extraños de fondo, justo por encima de los gritos apagados de los niños que jugaban en un callejón. También oía ruidos de la manzana de al lado, donde ladraba el inevitable perro."
Gunsmoke se diferencia de otros westerns en que no contó con patrocinio durante los primeros años de producción. El programa fue financiado por la CBS en los dos primeros años. Los productores de la serie dijeron que si el programa fuera patrocinado, tendrían que "limpiar el programa". Los productores querían encontrar un patrocinador que les permitiera mantener el programa tal y como era.

### Propuesta televisiva
Poco después de que comenzara el programa de radio, se empezó a hablar de adaptarlo a la televisión. En privado, Macdonnell tenía un interés reservado en llevar el programa a la televisión, pero en público declaró: "nuestro programa es perfecto para la radio", y temía, como escribe Dunning, "Gunsmoke confinado por una imagen no podría ser tan auténtico o atento a los detalles. ... Al final, la CBS simplemente se lo quitó a Macdonnell y empezó a preparar la versión televisiva."
A Conrad y a los demás se les hicieron audiciones, pero fueron poco más que esfuerzos simbólicos – especialmente en el caso de Conrad, debido a su obesidad. Sin embargo, se mantuvo a Meston como guionista principal. En los primeros años, la mayoría de los episodios televisivos se adaptaron a partir de los guiones radiofónicos, a menudo utilizando escenas y diálogos idénticos. Dunning escribió: "Que los aficionados a la radio consideraran el programa de televisión una farsa y a sus actores unos impostores no debería sorprender a nadie. Que el programa de televisión no fuera una farsa se debe en gran parte a la fuerza continuada de los guiones de Meston."
Macdonnell y Meston continuaron la versión radiofónica de Gunsmoke hasta 1961, convirtiéndola en una de las radionovelas de época más duraderas.
Conrad dirigió dos episodios de televisión, en 1963 y 1971, y McNear apareció en seis, interpretando a personajes distintos de Doc, entre ellos tres veces como el tendero Howard Rudd.

## Historia
En 1955 los ejecutivos de la cadena televisiva CBS intentaron contratar a John Wayne para interpretar al protagonista, Matt Dillon, pero finalmente se decidieron por James Arness. La serie se emitió por primera vez en ese mismo año.
Entre 1955 y 1961 cada capítulo de la serie duraba 30 minutos, y luego de eso pasó a durar una hora. Se emitieron 635 episodios entre 1955 y 1975. Por el show pasaron grandes estrellas como: John Wayne (presentador del piloto), Bette Davis, Harrison Ford, Jon Voight, Kurt Russell, Jodie Foster y muchos más. En 1987 se filma Gunsmoke: Return to Dodge, con Arness nuevamente en el papel de Dillon. La película fue seguida por Gunsmoke: The Last Apache (1990), Gunsmoke: To the Last Man (1992), Gunsmoke: The Long Ride (1993) y Gunsmoke: One Man's Justice (1994).

## Elenco
- James Arness: Matt Dillon
- Amanda Blake: Kitty
- Milburn Stone: Doctor
- Dennis Weaver: Chester
- Burt Reynolds: Quint Asper
- Kent Curtis: Festus
- Buck Taylor: Newly

## Estrellas invitadas
- Willie Aames, Jack Albertson, Mabel Albertson, Claude Akins, Chris Alcaide, Richard Anderson, Tige Andrews, R. G. Armstrong, Jenny Lee Arness,[12] Jean Arthur, John Astin.
- Edward Asner, Lew Ayres, John Drew Barrymore, Richard Basehart, Ed Begley, Ralph Bellamy, James Best, Dan Blocker, Randy Boone, Bruce Boxleitner, Eric Braeden, Lyle Waggoner.
- Peter Breck, Beau Bridges, Morgan Brittany, Charles Bronson, James Brown, Joyce Bulifant, Gary Busey.
- Sebastian Cabot, Frank Cady, Harry Carey, Jr., John Carradine, Conlan Carter, Jack Cassidy, Mary Castle, Lee J. Cobb, Michael Cole, Don Collier, Chuck Connors.
- Mike Connors, Tim Considine, Pat Conway, Elisha Cook, Jr., Ben Cooper, Glenn Corbett, Dennis Cross, Brandon Cruz, Robert Culp, Royal Dano, Kim Darby, Bette Davis.
- Jim Davis (múltiples apariciones), Richard Deacon, Gloria DeHaven, John Dehner, Bruce Dern.
- William Devane, Angie Dickinson, James Doohan, Richard Dreyfuss, Buddy Ebsen, Barbara Eden, Jack Elam, Sam Elliott, Gene Evans (10 episodios), Shug Fisher, Paul Fix.
- Jay C. Flippen, Constance Ford, Harrison Ford, Jodie Foster, Ron Foster, Anne Francis, Dean Fredericks, Bert Freed, Victor French (18 episodios).
- Beverly Garland, Leif Garrett, James Gavin, Lisa Gerritsen, Melissa Gilbert, Harold Gould, James Gregory, Tom Greenway.
- Kevin Hagen, Ron Hagerthy, Alan Hale, Jr., Mariette Hartley, Ron Hayes, Katherine Helmond, Earl Holliman, Ron Howard, Bo Hopkins, Dennis Hopper, Marsha Hunt.
- Josephine Hutchinson, Steve Ihnat, John Ireland, Richard Jaeckel, Salome Jens, Brad Johnson, Ben Johnson.
- I. Stanford Jolley, L. Q. Jones, Robert Karnes, Don Keefer, DeForest Kelley, Dan Kemp, Adam Kennedy, George Kennedy, Richard Kiley, Jack Klugman, Ted Knight, Diane Ladd, Martin Landau.
- Allan Lane, Louise Latham, Harry Lauter, Anna Lee, June Lockhart, Jack Lord, Dayton Lummis, Tyler MacDuff, Barton MacLane, Rose Marie, Scott Marlowe, Ross Martin.
- Strother Martin, Darren McGavin, Peggy McCay, Howard McNear, Patrick McVey, Tyler McVey, Vera Miles, Denny Scott Miller, John Mitchum, Roger Mobley, Ricardo Montalbán, Erin Moran, Harry Morgan, Read Morgan (12 veces).
- Richard Mulligan, Diana Muldaur, Gene Nelson, Leslie Nielsen, Leonard Nimoy, Jeanette Nolan, Nick Nolte, Simon Oakland, Warren Oates, Susan Olsen.
- Gregg Palmer (20 veces), John Payne, Brock Peters, John Pickard (12 veces), Slim Pickens, Suzanne Pleshette, Judson Pratt, Andrew Prine, Denver Pyle, Dack Rambo, Gilman Rankin.
- Pernell Roberts, Wayne Rogers, Ruth Roman, Katharine Ross, Kurt Russell, Albert Salmi, John Saxon.
- William Shatner, Tom Simcox, Robert F. Simon, Tom Skerritt, Jeremy Slate, Quintin Sondergaard, Aaron Spelling, Loretta Swit, Harry Dean Stanton, Gloria Talbott, Russ Tamblyn, Vic Tayback.
- Dub Taylor, Robert Totten (también director), Harry Townes (7 veces), Daniel J. Travanti, Forrest Tucker, Cicely Tyson, Robert Urich, Joan Van Ark, Lee Van Cleef, Warren Vanders (12 veces), Mitch Vogel, Joyce Van Patten, Robert Vaughn, Jan-Michael Vincent, Gary Vinson.
- Jon Voight, Lesley Ann Warren, Ruth Warrick, David Wayne, Adam West, Johnny Whitaker, James Whitmore, Robert J. Wilke, Chill Wills, William Windom, Morgan Woodward (19 veces), Ian Wolfe y Dana Wynter.

## Recepción del espectador
Gunsmoke fue el programa número uno de la televisión entre 1957 y 1961, luego se expandió a una hora y cayó en declive. En 1967, la temporada 12, CBS planeó cancelar la serie, pero la reacción generalizada de los espectadores (incluida una mención en el Congreso y la presión detrás de escena de Babe Paley, la esposa del presidente de CBS, William S. Paley) impidió su desaparición. En Behind The Scenes: Gilligan's Island (2002) de Biography Channel, el productor de Gilligan's Island Sherwood Schwartz afirma que Babe presionó a su esposo para que no cancelara Gunsmoke en 1967, por lo que la red cortó Gilligan's Island, en su lugar. El programa continuó en su nuevo horario a las 8 de la tarde de los lunes. Este movimiento de programación condujo a un aumento en las calificaciones que lo llevó una vez más a subir al top 10 en las calificaciones de Nielsen, lo que nuevamente salvó a la serie cuando CBS purgó la mayor parte de su contenido rural en 1971. La serie se mantuvo en el top 10 hasta la temporada de televisión 1973–74. En septiembre de 1975, aunque todavía figuraba entre los 30 mejores programas en índices de audiencia, "Gunsmoke" fue cancelado después de 20 años; fue reemplazado por derivados de Mary Tyler Moore Rhoda y Phyllis (aunque "Rhoda" en realidad debutó mientras "Gunsmoke" aún se estaba emitiendo por primera vez). Treinta westerns de televisión iban y venían durante sus 20 años de mandato, y Gunsmoke fue el único sobreviviente, con Alias Smith and Jones y Bonanza ambos dejando las ondas de radio dos años y medio antes en enero de 1973.